# Daniel Sánchez Ayala
Daniel Sánchez Ayala (El Saucejo, Sevilla, 7 de noviembre de 1990) es un futbolista español que juega de defensa.

## Selección nacional
Fue internacional con la selección de fútbol sub-21 de España.

## Clubes
| Club                             | País       | Año       |
| -------------------------------- | ---------- | --------- |
| Liverpool F. C.                  | Inglaterra | 2009-2011 |
| Hull City A. F. C. (cedido)      | Inglaterra | 2010      |
| Derby County F. C. (cedido)      | Inglaterra | 2011      |
| Norwich City F. C.               | Inglaterra | 2011-2014 |
| Nottingham Forest F. C. (cedido) | Inglaterra | 2012-2013 |
| Middlesbrough F. C. (cedido)     | Inglaterra | 2013-2014 |
| Middlesbrough F. C.              | Inglaterra | 2014-2020 |
| Blackburn Rovers F. C.           | Inglaterra | 2020-2023 |
| Rotherham United F. C.           | Inglaterra | 2023-2024 |
| Potters Bar Town F. C.           | Inglaterra | 2024      |